# Шеј Гилџус Александер
Ше́јвонте Ејшан Гилџус Алекса́ндер (енгл. Shaivonte Aician Gilgeous-Alexander, /ˈʃeɪ ˈɡɪldʒəs/ ; или /ˈʃʌɪ ˈɡɪldʒəs/ ; Торонто, 12. јул 1998), такође познат пд скраћеницом Ес−Џи−Еј (енгл. SGA), канадски је кошаркаш. Игра на позицијама плејмејкера и бека, а тренутно наступа за Оклахома Сити тандер. Играо је једну годину колеџ кошарке за Кентаки вајлдкетсе и изабран је као 11. пик укупно од стране Хорнетса на НБА драфту 2018. пре него што је исте ноћи послат у Клиперсе. 
У својој почетничкој години, Гил Александер је именован у НБА Ол-руки други тим пре него што се преселио у Оклахому у јулу 2019. У својој првој години у Оклахома Ситију, био је њихов најбољи стрелац и помогао им да уђу у плеј-оф као пети носилац. Након што се борио са повредама у наредне две сезоне, Гил-Алекандер је именован за своју прву НБА ол-стар утакмицу и изабран је за ол-НБА први тим 2023. године, када је завршио на четвртом месту у лиги са 31,4 поена по утакмици.
Са канадском кошаркашком репрезентацијом, Гил-Алекандер је освојио бронзану медаљу на ФИБА Светском првенству 2023. и био је именован у тим Светског првенства за све турнире. Добио је награду Нортерн Стар 2023. као канадски спортиста године, тек други кошаркаш који је тако награђен.

## Почеци
Гил-Александер је рођен у Торонту, Онтарио, а одрастао је у Хамилтону, Онтарио. Његова мајка, Шармејн Гилџјус, је бивша атлетичарка, која се такмичила на 400 метара за жене за Антигву и Барбуду на Летњим олимпијским играма 1992. године. Његов отац, Вон Александер, играо је кошарку у средњој школи и освојио градско првенство у Торонту док је похађао средњу школу Џорџ Вение почетком 1990-их. Гил-Алекандер је у почетку тренирао његов отац. Шеј је похађао средњу школу у Хамилтону где је ишао у католичку средњу школу Сент Томас Мор пре него што је прешао у средњу школу Сир Алан Мекнаб. Затим се преселио у Сједињене Државе где је похађао хришћанску академију Хамилтон Хајтс (која се налази у Чатануги, Тенеси) за своје млађе и старије године како би побољшао своје кошаркашке вештине, дипломирао је 2017. године.

## Средњошколска каријера
Одрастајући у Хамилтону, ишао је у школу Сент Томас Мор где у 9. разреду није успео да се избори у први тим али је добио место и касније је играо у школском такозваном миџит тиму. На крају сезоне је освојио тимски МВП и водио Сент Томас Мор на градском првенству за дечаке у миџит категорији. Затим је похађао средњу школу Сир Алан Мекнаб пре него што је отишао у хришћанску академију Хамилтон Хајтс у Чатануги, Тенеси, 2015. године. „Само сам мислио о томе да морам да играм јача такмичења...,” рекао је. Као сениор, Гил-Александер је просечно бележио 18,4 поена, 4,4 скока и 4,0 асистенције.
Почетком 2016. године учествовао је у кампу Кошарка без граница.[
Регрут са четири звездице (од ЕСПН), Гил-Александер је првобитно имао план да игра колеџ кошарку за Флоридљ гаторсе, али је поново отворио регрутацију у октобру 2016. године да би имао већи избор. Његових последњих пет школа биле су Кентаки, Канзас, Сиракуза, Тексас и УНЛВ. Наредног месеца је објавио своју одлуку да игра колеџ кошарку у Кентакију. Проглашен је за најкориснијег играча Кентаки Дерби класика. На Нике Хуп самиту 2017. играо је за Светски изабрани тим и на утакмици постигао је једанаест поена за 21 минут акције.

## Колеџ каријера
Гил-Александер је сезону 2017–18 почео као резерва, седећи иза новог шпица Квејда Грина, али је и даље у просеку имао преко 30 минута по утакмици. Након тешког пораза од УКЛА, Александер је играчки експлодирао против Луивила у децембру, постигавши 24 поена, 5 скокова, 4 асистенције и 3 украдене лопте. Када је први пут ступио у кампус Универзитета у Кентакију, Гилџјус-Александер је имао дугу косу. Међутим, он се ошишао на почетку сезоне и неки кажу да је тиме започео његов напредак од шестог играча до стартног бека. Он је наставио да води тим у наредне две утакмице, постигавши 21 поен против Џорџије и 18 против ЛСУ. Давао је константан допринос Кентаки тиму који се „мучио“ који је током сезоне имао низ од четири пораза. Постао је стартер заједно са још четворицом бруцоша: Хамидоуом Диалом, Ником Ричардсом, Кевином Ноксом II и П. Ј. Васхингтоном. Упркос њиховим губицима, његов ППГ је порастао на 12,9 уз 3,8 скокова и 4,6 асистенција. Гилџјус-Александер је имао сјајан СЕЦ турнир и наставио је тај замах на Ен−си−еј−еј турниру. Након што је играо сјајну кошарку у прва два кола против Дејвидсона и Бафала, Кентаки је изгубио од Канзас Стејта у Свит 16, што је уједни био ки последњи Гилџјус-Александеров кошаркашки моменат на колеџу промашио на тој утакмици шут за три поена. Дана 9. априла 2018. када се после пријавио за НБА драфт 2018.

## Професионална каријера

### Лос Анђелес клиперси (2018–2019)

#### 2018–2019, почетничка сезона
Дана 21. јуна 2018, Гил-Александер је изабран као 11. пик од стране Шарлот хорнетса на НБА драфту 2018, пре него што је истог дана прешао у Лос Анђелес клиперсе, за пика после њега (Мајлса Бриџиса) и два будућа избора у другој рунди. Играо је за тим у НБА Летњој лиги 2018, где је просечно бележио 19 поена, 4,8 скокова, 4 асистенције и 2,3 украдене лопте по утакмици.
Дана 17. децембра 2018. Гил-Александер је постигао најбољи скор сезоне, 24 поена, у поразу од Портланд Трејл блејзерса са 131–127. Дана 18. јануара 2019. Гил-Александер је изједначио свој најбољи резултат сезоне од 24 поена у поразу од Голден Стејт вориорса резултатом 112–94. Једанаест дана касније, именован је за члана Светског тима који представља Канаду за Рајзинг Старс челинџ 2019.  Дана 21. априла 2019. постигао је нови рекорд у каријери од 25 поена у поразу од Голден Стејт вориорса резултатом 113–105 у 4. утакмици плеј-офа 2019. године.

### Оклахома Сити тандер (2019 – данас)
У својој првој години у Оклахома Ситију, предводио је тим са кошевима и помогао им да уђу у плеј-оф као пети носиоци. Након што се борио са повредама у наредне две сезоне, Гил-Александер је изабран за своју прву НБА ол-стар утакмицу и именован је у НБА ол стар тим 2023. године, завршавајући на четвртом месту у лиги са 31,4 поена по утакмици.

#### 2022–2023, први Ол-стар и ол-НБА избор првог тима
Дана 2. фебруара 2023. Гил-Александер је именован за своју прву НБА ол стар утакмицу као резервни бек Западне конференције. Дана 4. фебруара је забележио 42 поена, четири скока, шест асистенција, три украдене лопте и две блокаде у победи над Хјустон рокетсима резултатом 153–121. Дана 10. фебруара, Гил-Александер је изједначио свој рекорд у каријери са 44 поена при 13-од-16 шута из игре и 18-од-19 са линије слободних бацања у победи од 138-129 над Портланд трејлблејзерсима. Постао је први играч у историји Тандера који је постигао 40-плус поена при 80% шута. Сезону је завршио са највишим просеком у каријери од 31,4 поена по утакмици, придруживши се Кевину Дуранту и Раселу Вестбруку као јединим играчима у историји Тандера који су просечно бележили најмање 30 поена по утакмици у сезони. Шеј је постао други бек у историји НБА лиге иза Мајкла Џордана који је просечно бележио најмање 30 поена, четири скока, четири асистенције, једну украдену лопту и један блокиран шут док је шутирао најмање 50 одсто из игре. Касније је постао најмлађи бек у историји НБА који је у просеку постизао 30 поена уз 50 процената са терена, прескочивши Џорданов рекорд. Дана 2. маја, Гил-Александер је завршио пети у гласању за НБА најкориснијег играча. Такође је именован у свој први ол-НБА први тим.

## Репрезентативна каријера
Гил-Александер је играо за канадску јуниорску репрезентацију која се такмичила на ФИБА шампионату Америке за млађе од 18 година 2016. у Валдивији, Чиле, постижући у просеку 7,8 поена, 5,4 асистенције и 4,0 скока по утакмици, на путу ка освајању сребрне медаље. Касније исте године придружио се сениорској репрезентацији на ФИБА Светском олимпијском квалификационом турниру 2016. у Манили. Канада је поражена од Француске у финалу турнира, пропустивши квалификације за Летње олимпијске игре 2016.
Дана 24. маја 2022, Шеј је био један од четрнаест играча који су пристали на трогодишњу обавезу да играју са националним тимом, са циљем да прекину вишедеценијски тренд неуспеха да се квалификују за Олимпијски кошаркашки турнир. На ФИБА Светском првенству 2023. Гил-Александер је био централна фигура на канадском списку, где је предводио национални тим. Дана 3. септембра Канада се квалификовала у четвртфинале турнира, у процесу обезбеђивања пласмана на Летње олимпијске игре 2024, које је назвао „скоро неописивим.“  Тим је на крају освојио бронзану медаљу након што је победио Сједињене Државе у утакмици за треће место. Ово је била прва медаља канадског светског купа и прва медаља на великом светском турниру од Летњих олимпијских игара 1936.  Као признање за његову индивидуалну игру, Гил-Александер је именован у тим турнира Светског купа. И за ово и за своје подвиге у НБА лиги 2023. године, добио је награду Нортерн стар као канадски спортиста године и награду Лајонел Конакер као избор Канадијан преса за канадског мушког спортисту године. Гил-Александер је био тек други кошаркаш који је добио те две награде, први је био Стива Неша.
Уврштен је у списак Канаде за Летње олимпијске игре 2024. у Паризу. После јаког учинка без пораза у групној фази, коју су стручњаци сматрали „групом смрти“, Канада је изненађујуће елиминисана у четвртфиналу од домаћина Француске. Гил-Александер је именован у други тим турнира, након што је у просеку постизао 21 поен, 4,3 скока и 4 асистенције по утакмици.

## Успеси

### Клупски
- Оклахома Сити тандер:
  - НБА (1): 2024/25.

### Репрезентативни
- Светско првенство:  2023.

### Појединачни
- Најкориснији играч НБА (1): 2024/25.
- Најкориснији играч НБА финала (1): 2024/25.
- НБА ол-стар меч (3): 2023, 2024, 2025.
- Идеални тим НБА — прва постава (3): 2022/23, 2023/24, 2017/18.
- Идеални тим новајлија НБА — друга постава: 2018/19